# Karl von Schikofsky
Karl svobodný pán von Schikofsky (německy Carl Freiherr von Schikofsky) (26. srpna 1850 Vídeň – 17. května 1927 Berlín) byl rakousko-uherský generál. V c. k. armádě sloužil od roku 1871 jako nižší důstojník dělostřelectva, několik let strávil v Čechách a na Moravě. Uplatnil se také jako pedagog a později byl štábním důstojníkem v Haliči a Uhrách. V roce 1910 dosáhl hodnosti generála pěchoty, v letech 1910–1911 byl velitelem 3. armádního sboru ve Štýrském Hradci a v závěru své kariéry byl zástupcem vrchního velitele c. k. zeměbrany (1911–1914). V roce 1914 odešel do penze a získal šlechtický titul svobodného pána.

## Životopis
Studoval na Technické vojenské akademii ve Vídni a do armády vstoupil v roce 1871 jako poručík u 4. dělostřeleckého pluku v Josefově. Později si doplnil vzdělání na Válečné škole (K.u.k. Kriegsschule) a jako nadporučík byl zařazen do sboru důstojníků generálního štábu, formálně byl nadále příslušný do Josefova. V roce 1880 byl povýšen na kapitána a byl štábním důstojníkem u 27. pěší divize v Krakově, později byl přeložen do Brna k velitelství 10. armádního sboru. Později působil přímo na generálním štábu a jako major (1888) byl pedagogem na Válečné škole. V roce 1891 byl povýšen na podplukovníka a stal se zástupcem velitele 72. pěšího pluku v Prešpurku, respektive velitelem 3. praporu. V letech 1893–1900 byl šéfem štábu 5. armádního sboru v Prešpurku, mezitím byl v roce 1894 povýšen na plukovníka.
V roce 1900 dosáhl hodnosti generálmajora a převzal velení 67. pěší brigády v Temešváru, kde strávil pět let (1900–1905). V roce 1905 byl povýšen na polního podmaršála a stal se velitelem 44. pěší zeměbranecké divize v Innsbrucku. V letech 1910–1911 zastával funkci velitele 3. armádního sboru ve Štýrském Hradci k datu 1. května 1910 dosáhl hodnosti generála pěchoty. Nakonec byl zástupcem vrchního velitele c. k. zeměbrany (1911–1914). Těsně před první světovou válkou byl k datu 1. července 1914 penzionován.

### Rodinný život
V roce 1882 se v Krakově oženil s Johannou Schafferovou von Schäffersfeld (1860–1931), dcerou generála Antona Schaffera. Z manželství se narodila dcera Alice (*1883).

## Tituly a ocenění
Jako velitel armádního sboru obdržel v roce 1910 titul c. k. tajného rady s nárokem na oslovení Excelence. Od roku 1910 byl také čestným majitelem pěšího pluku č. 83 dislokovaného v Komárně. Po odchodu do výslužby byl v roce 1914 povýšen do stavu svobodných pánů (diplom byl vystaven až v roce 1916). Během vojenské služby získal několik vyznamenání v Rakousku-Uhersku i v zahraničí.

### Rakousko-Uhersko
- Řád železné koruny I. třídy (1913)
- Vojenský jubilejní kříž (1908)
- rytířský kříž Leopoldova řádu (1907)
- Vojenský záslužný kříž (1899)
- Jubilejní pamětní medaile (1898)
- Řád železné koruny III. třídy (1897)
- Vojenská záslužná medaile

### Zahraničí
- Řád červené orlice II. třídy (Německo)
- Řád pruské koruny II. třídy (Německo)
- komandér Řádu rumunské hvězdy (Rumunsko)